# Злати Златев
Злати Емилов Златев е български футболист, който играе за Спартак (Плевен) като вратар. Роден е на 2 юни 1997 г. Висок e 191 cm.

## Кариера
Започва да тренира футбол в школата на Спартак (Варна). На 17 е привлечен в школата на ЦСКА (София), където тренира известно време и с представителния отбор. Взет е на лагер с първия отбор в Австрия през зимата. Тежката ситуация в школата на ЦСКА обаче го принуждава да смени обстановката. През 2015 към него има интерес към него от няколко отбора сред които Лудогорец и Черно море. В крайна сметка подписва в тима от Варна и играе за U19. През зимния трансферен прозорец на 2015/2016 е пратен с още 4 момчета от школата на Черно море в третодивизионния Калиакра (Каварна), но малко след това получава по-добра оферта да трупа опит във втородивизионния Добруджа (Добрич).

### Спартак Плевен
През лятото на 2016 се присъединява към Спартак (Плевен).